# Sebastian Shaw (personaggio)
Sebastian Hiram Shaw, noto anche semplicemente come Sebastian Shaw, è un personaggio dei fumetti creato da Chris Claremont (testi) e John Byrne (disegni), pubblicato dalla Marvel Comics. Apparso per la prima volta sulle pagine di Uncanny X-Men n. 129 (gennaio 1980), Shaw è stato ed è ancora nemico degli X-Men e leader del Club Infernale, oltre che mutante capace di assorbire qualsiasi tipo di energia cinetica e convertirla in forza bruta. Shaw è un noto uomo d'affari ed è stato appaltatore per la costruzione dei robot Sentinelle, prodotti dalle sue omonime industrie.

## Genesi del personaggio
Il personaggio di Sebastian Shaw è stato ideato dai fumettisti Chris Claremont e John Bryne e ha fatto il suo esordio nel numero 129 di Uncanny X Men, nel gennaio 1980. Per il personaggio Bryne ha tratto ispirazione dall'attore britannico Robert Shaw, deceduto nel 1978

## Biografia del personaggio

### Origini
Nato a Pittsburgh, Pennsylvania, Sebastian Shaw manifestò i propri poteri durante l'adolescenza, subito prima della morte del padre a causa di un male incurabile. Deciso ad emergere dalla comune massa, Shaw applicò tutta la propria intelligenza nell'ambito accademico fin quando all'età di trent'anni non fondò le Industrie Shaw, grazie alle quali raggiunti i quarant'anni ammassò una fortuna pari a quelle di Warren Worthington Sr., Howard Stark e Sir James Braddock, coetanei poi invitati ad entrare all'interno dell'esclusivo Club infernale. Fidanzatosi con la telepate Lourdes Chantel, la fortuna di Shaw attirò l'attenzione di Ned Buckman, allora Re Bianco, che lo investì della carica di Alfiere Nero.

### Club infernale
Lourdes fu presto uccisa dai primi esemplari di robot Sentinella, e scoperto che Ned Buckman appoggiava in segreto il progetto Armageddon ideato da Steven Lang avente come obiettivo lo sterminio dei mutanti, Shaw mise in atto i suoi piani per scalare la gerarchia del Club. Servendosi della telepatia di Emma Frost, costrinse Buckman ad uccidere l'intero Consiglio dei Prescelti per poi suicidarsi, lasciando libera la carica di Re. Shaw creò quindi la prima Cerchia Interna composta dai cosiddetti Lord Cardinali: se stesso, Emma Frost, Harry Leland, Donald Pierce e Tessa, che di nascosto lo teneva d'occhio per conto di Xavier. Come Re Nero del Club, Sebastian cominciò a tessere i suoi piani di dominio del mondo attraverso l'economia, il potere e la politica, utilizzando spesso risorse collegate alle sue industrie come il progetto Sentinella ideato da Bolivar Trask, di cui deteneva i diritti di produzione, oppure gli accordi finanziari stipulati con il senatore anti-mutanti Robert Kelly.
Durante il primo incontro con gli X-Men, Shaw prese parte alla corruzione di Jean Grey in Fenice Nera, per poi in seguito allearsi con il team mutante contro la minaccia comune costituita dalla Sentinella Nimrod, proveniente dal futuro. Al termine dello scontro con il robot, che costò la vita ad Harry Leland, Magneto e Tempesta presero brevemente posto all'interno del Club come Re e Regina Bianchi, allo scopo di mantenere i contatti tra i suoi membri e gli X-Men, ed evitare che l'organizzazione tornasse ai suoi precedenti piani di conquista mondiale.

### Re Nero e Lord Imperiale
Mesi dopo, Shaw fu attaccato dal figlio Shinobi, che tramite il suo potere d'intangibilità attraversò il corpo del padre provocandogli un attacco cardiaco, costringendo l'uomo a ritirarsi in una clinica sulle Alpi svizzere. Creduto morto durante l'esplosione della clinica, grazie alle bombe piazzate sempre dal figlio, Shaw fu rimpiazzato dal suo erede nella carica di Re Nero, per poi tornare a riprendere tale titolo. Entrato a far parte di una nuova Cerchia comprendente Selene, Madelyne Pryor e Trevor Fitzroy, suo discendente in una linea temporale alternativa, Shaw contattò il mutante Olocausto, fuggito dalla dimensione nota come Era di Apocalisse, ed in cambio di una nuova tuta contenitiva lo costrinse a catturare tutti i membri di X-Force. Grazie alla telepatia di Tessa indusse i giovani a dare la caccia e uccidere il loro leader, ma Cable riuscì a spezzare l'ipnosi della quale erano preda, facendo fallire i suoi piani e l'alleanza con Olocausto. Shaw tentò quindi di trovare una cura al virus Legacy, colpevole di falcidiare la popolazione mutante, utilizzando la Black Air, agenzia d'intelligence britannica, solo per fallire nel suo progetto ed essere scalzato da Selene dalla carica di Re in modo da far subentrare il demone Cuore Nero. Tuttavia questa nuova Cerchia non durò a lungo, e l'uomo poté riprendere la propria posizione e vendicarsi della X-Man Sage, colpevole di averlo spiato per anni, grazie ai doni di Lady Mastermind. Qualche mese dopo, Shaw acquisì la posizione di Lord Imperiale, ovverosia la più alta carica all'interno del Club avente potere assoluto in qualsiasi sede. Dovendo ricostruire la sede di New York, scelse come suoi collaboratori l'inglese Courtney Ross, l'X-Man Sunspot e la fidata Sage: ai primi due offrì le cariche di Regina Bianca e Re Nero, mentre la terza tornò ad essere la sua assistente. Pur avendo accettato l'offerta di Shaw, Sage non esitò a tradirlo, quando il cyborg Donald Pierce attaccò il Club e lo ferì gravemente, obbligandolo a cedere la carica di Lord Imperiale a Sunspot.

### Illusione
Più tardi, Shaw si unì ad una nuova Cerchia Interna formata da Cassandra Nova, Testata Mutante Negasonica e Perfezione, versione di Emma Frost ai tempi in cui era Regina Bianca. Durante questo arco narrativo, Shaw combatté e sconfisse Colosso, ma venne infine ucciso da Ciclope. Fu in seguito rivelato che questo Shaw altri non era se non un'illusione creata dalla mente della stessa Emma, infettata dalla psiche di Cassandra, per fare in modo che la donna venisse liberata dalla camera contenitiva nella quale era rinchiusa.

### Specie in Estinzione
Durante il funerale di Matt Landru, uno dei 198 mutanti superstiti dell'M-Day, Shaw fece la sua comparsa in incognito, nascondendo le sue fattezze con un induttore d'immagini. Avvicinato da Xavier, che avvertì alcuni suoi pensieri su un possibile rovesciamento di Sunspot, Shaw affermò di essere al funerale solo per fare le condoglianze alla famiglia.

### Divisi resistiamo
Dopo gli eventi di Messiah Complex, Shaw appare ancora una volta all'interno del Club infernale agli ordini di Sunspot. Dopo aver scoperto che il progetto Crono a cui suo padre, Irene Adler, Brian Xavier e Kurt Marko stavano lavorando nella sede di Alamogordo sotto la supervisione di Sinistro mascherato da Dr. Milbury era entrato in azione, decise di recarsi nella suddetta base con lo scopo di investigare. Giunto in New Mexico incontrò Gambit al quale si unì nello scontro con un gruppo di sicari inviati da Amanda Mueller che, però, riuscirono a rapire Xavier. Raggiunto l'uomo, assistettero alla spiegazione di Amanda su come Sinistro avesse impiantato un po' del suo DNA nei geni dei figli di coloro che lo avevano aiutato a costruire Crono. Tale macchina era stata impostata per attivarsi ogni 23 ore dopo la morte di Sinistro ed attivare i propri geni residenti nei corpi di ognuno di loro al fine di farlo tornare alla vita. Al riparo dall'effetto di Crono grazie ad un marchingegno ideato dal padre con lo scopo d'inibire tale processo, Shaw si prodigò per evitare a Xavier di essere il nuovo ospite del genetista; aiutato da Gambit distrusse la macchina ponendo fine ai tentativi di reincarnazione di Sinistro.

#### Peccato Originale
Più tardi, Shaw si alleò con Claudine Renko conosciuta come Sinistra, clone femminile di Sinistro. Insieme i due decisero di manipolare Wolverine, facendo in modo che credesse che suo figlio Daken fosse stato rapito dal Club e forzandolo ad uccidere la maggior parte dei nuovi membri della Cerchia Interna. Durante il confronto finale, Daken impedì che Shaw uccidesse Xavier.

## Poteri e abilità
Shaw è un mutante avente la particolare abilità di assorbire qualsiasi tipo di energia cinetica e convertirla in forza e velocità a livelli sovrumani. Durante la sua storia editoriale, lo si è visto utilizzare l'energia derivante da colpi di pistola, coltellate, pugni, calci e persino i raggi ottici di Ciclope per incrementare la propria. Anche se teoricamente invulnerabile, Shaw risulta vulnerabile agli attacchi psichici; tuttavia, possiede alcune tecnologie in grado di bloccare le invasioni telepatiche, anche da parte di esperti mutanti come il Professor X. Nella traposizione cinematografica del 2011 assorbe energia e la manipola a suo piacimento: con una bomba a mano, assorbe l'esplosione e la trasferisce in un altro corpo, con Havok contiene uno dei suoi anelli d'energia per poi uccidere Darwin, mentre nello scontro con Magneto assorbe così tanta energia nucleare da scaraventare il mutante semplicemente con due dita e resistere, assorbendone l'energia cinetica, alle spesse strutture portanti del sommergibile manipolate da Eric.

## Parentele
- Reverendo Hiram Shaw. Stregone supremo ed ambizioso protestante puritano, Hiram ebbe un importante ruolo durante il processo alle streghe di Salem, nel 1692.
- Sarah Shaw. Moglie di Hiram, uccisa da Dormammu quando il marito rifiutò di sottomettersi ai suoi voleri.
- Obadiah Shaw. Figlio di Hiram e Sarah, s'innamorò di Abigail Harkness, sospettata di stregoneria.
- Abigail Harkness. Fidanzata di Obadiah, arrestata per stregoneria dopo l'omicidio di Sarah. Dopo essere stata liberata e costretta alla fuga da Obadiah, rivelò di essere veramente una strega quando il padre del ragazzo minacciò di ucciderli. La sua figura è, probabilmente, legata a quella di Agatha Harkness.
- Elizabeth Shaw-Worthington. Adolescente proveniente dall'Inghilterra, Elizabeth, nel 1790, fu presa sotto custodia da Lady Grey, figura importante all'interno del Club infernale, ed inviata a sedurre il generale Wallace Worthington al fine di carpirgli informazioni da utilizzare per sconfiggere George Washington. Tuttavia, la ragazza s'innamorò di Worthington; i due si sposarono e concepirono un erede, giusto prima che l'uomo venisse ucciso per mano del Club. Ciò fa di lei un'antenata dell'X-Man Angelo.
- Brigadiere o generale Cornelius Shaw. Nonno di Sebastian, Cornelius è stato uno dei due Re della sede londinese del Club.
- Esau Shaw. Primogenito di Cornelius invitato a prendere il posto del padre all'interno del Club. Ucciso dal fratello Jacob.
- Jacob Shaw. Secondogenito di Cornelius e padre di Sebastian, prese il posto del fratello all'interno del Club dopo aver commesso il suo omicidio. A causa dei geni modificati da Sinistro, che gli conferì poteri simili a quelli di Mystica, i dottori non riuscirono a curarlo quando sopraggiunse la sua malattia.
- Shinobi Shaw. Figlio di Sebastian concepito con una donna sconosciuta. A causa del suo passato sembra detestare visceralmente il padre.
- Anthony Shaw. Figlio di Shinobi, è il Re Nero del Club nella linea temporale dalla quale proviene l'X-Man Alfiere.
- William Shaw. Figlio di Anthony.
- Trevor Fitzory. Figlio illegittimo di Anthony e nipote di Shinobi.

## Altre versioni

### Ultimate
La versione Ultimate di Shaw non differisce quasi per niente dall'originale, anche se non da dimostrazione di possedere poteri mutanti. Sempre leader del Club infernale, è stato partecipe dell'evocazione del dio Fenice ospitato all'interno del corpo di Jean Grey, per poi essere ucciso da questo.

### Era di Apocalisse
In questa alternativa realtà, Shaw è uno dei cortigiani del malvagio Apocalisse.

### House of M
Premiato con la posizione di direttore dello S.H.I.E.L.D. per il suo aiuto nella riconversione e produzione delle Sentinelle che aiutarono la scalata al potere della Casata di Magneto.

## Altri media

### Cinema
Il dottor Klaus Schmidt, alias Sebastian Shaw, è l'antagonista principale del film X-Men - L'inizio (2011), interpretato da Kevin Bacon e doppiato in italiano da Luca Ward.

### Televisione
- Shaw, al fianco di Emma Frost e di tutti gli altri membri del Club infernale, apparve nella serie animata Insuperabili X-Men degli anni novanta.
- Una nuova apparizione del personaggio, sempre come leader del Club è stata confermata nella recente Wolverine e gli X-Men, trasmessa su Rai Gulp.

### Videogiochi
Shaw appare nel videogioco X-Men Legends II: L'Era di Apocalisse.